# 아라스 전투 (1914년)
1914년의 아라스 전투(제1차 아라스 전투로도 알려짐)는 제1차 세계 대전이 본격적인 참호전 양상으로 변하면서 도버 해협까지 철조망과 기관총을 피해 우회하여 프랑스로 계속 침입하려던 독일 제국군을 프랑스군이 저지하는 과정에서 1914년 10월 1일에 벌어진 전투다. 기관총 진지와 철조망이 겹겹이 쳐진 참호선은 결국 대서양 해안까지 이어졌다.
Louis Maud'huy가 지휘하는 프랑스 10군은 10월 1일 진격 중이던 독일군을 공격하여 Douai에 이를 때까지 성공적으로 밀어붙였다. 그곳에서 바이에른 왕세자 루프레흐트가 이끄는 독일 6군의 반격을 받았다. 이어 1군, 2군 및 7군 예하의 3개 군단으로 공격을 받았다. 이 공격에 밀려 프랑스군은 아라스까지 후퇴해야 했다.
프랑스는 10월 4일 렝스를 독일군에 빼앗겨 독일이 플런더를 향해 북쪽으로 더 진격하는 것을 허용하지 않을 수 없었다. 하지만, 프랑스는 아라스를 지켜낼 수는 있었다.

## 같이 보기
- 제1차 세계 대전